# Pobre diabla (telenovela de 1990)
Pobre diabla es una telenovela venezolana-argentina emitida en 1990 por Canal 13 y producida por la productora Capitalvisión. Protagonizada por Jeannette Rodríguez y Osvaldo Laport. Coprotagonizada por Carlos Fraga, Oswaldo Mago, Eva Mondolfi, Omar Omaña, Nelson Segré, Loly Sánchez, Juan Manuel Tenuta y Alicia Plaza. Antagonizada por Herminia Martínez y Mara Croatto. También, cuenta con las actuaciones especiales de Héctor Mayerston, Ana Castell, Zoe Ducós y Nelly Fontán. Las participaciones de Eva Moreno y Julio Alcázar como actores invitados.  
La historia es una versión libre que la escritora cubana Delia Fiallo escribió de la telenovela del mismo nombre original del guionista y productor argentino Alberto Migré. En esta versión se incluyeron personajes y subtramas inéditos en la versión original.

## Sinopsis
Marcela Morelli es una joven bella, ingenua y vital que vive una vida humilde junto con sus padres hasta que un día aparece en su vida Ariel Mejía Guzmán, un millonario de mediana edad que acababa de descubrir que le queda poco tiempo de vida a causa de una enfermedad. Ariel ve en Marcela la vida que se le acaba y decide pasar el poco tiempo de vida que le queda a su lado. Marcela, creyendo estar enamorada de Ariel, acepta casarse con él y se van de luna de miel. 
Al regresar, Ariel muere repentinamente antes de poder presentar a Marcela a su familia. Marcela queda viuda y la familia de Ariel la considera una pobre diabla por creer que se casó por interés, ya que la mayor parte de la fortuna de la familia Mejía Guzmán estaba a nombre de Ariel. Las cosas se complican cuando, en el testamento de Ariel, Marcela se convierte en la heredera de la mitad de la fortuna de su difunto marido; La otra mitad la ha heredado Ariel Mejía Guzmán, un hijo que Ariel tuvo en su juventud con una sirvienta. 
Cuando Marcela y su hijastro se conocen nace entre ellos una historia de amor y odio que tendrá muchos obstáculos, comenzando por la familia Mejía Guzmán y terminando por la madre de Ariel, una mujer que siente rencor hacía Marcela porque consiguió lo que ella nunca pudo conseguir.

## Elenco
- Jeannette Rodríguez ... Marcela Morelli
- Osvaldo Laport ... Ariel Mejía-Guzmán (hijo)
- Eva Moreno
- Julio Alcázar ... Obarrio
- Héctor Mayerston ... Ariel Mejía-Guzmán (padre)
- Herminia Martínez ... Emilce
- Mara Croatto ... María Elena
- Ana Castell
- Zoe Ducós ... Doña Roberta Mejía Guzmán
- Nelly Fontán
- Carlos Fraga
- Oswaldo Mago ... Flavio Mejía-Guzmán
- Eva Mondolfi
- Omar Omaña
- Loly Sánchez
- Nelson Segre
- Juan Manuel Tenuta
- Alicia Plaza ... Bárbara
- Nancy Toro
- Adela Gleijer
- Pedro Espinoza
- Alberto Rowinsky
- Igor Reverón
- William Bracamonte
- Milton Méndez
- Viviana Sáez
- Freddy Salazar
- Carlos Acosta
- Erick Burger
- Astrid Gruber
- Francis Romero ... Francis
- Yomally Almenar
- María I. Filigueiras
- Zulema Matheus
- Alejandra Pinto

## Telenovelas relacionadas
- La versión original fue "Pobre diabla", producida en 1973 por Proartel, Canal 13 (Argentina), dirigida por Alejandro Doria y protagonizada por Soledad Silveyra, Arnaldo André y China Zorrilla. La versión original se transmitió entre marzo y noviembre de 1973 en Buenos Aires con tal suceso que la convirtió en un clásico de culto en la historia del teleteatro argentino. Soledad Silveyra hizo una creación de su personaje al igual que China Zorrilla, que personificaba a su madre y la lanzó a la popularidad masiva.
- La productora peruana América Producciones realizó otra versión de esta historia en el año 2000, "Pobre diabla", contó con una adaptación de Ximena Suárez de esta misma versión libre de Delia Fiallo. Fue protagonizada por Angie Cepeda, Salvador del Solar y la participación antagónica de la primera actriz María Cristina Lozada.